# 蒂宾根行政区
蒂宾根行政区（Regierungsbezirk Tübingen）是德国巴登-符腾堡州的4个行政区之一，首府蒂宾根。蒂宾根行政区的行政级别隶属于巴登-符腾堡州政府，行政区下设8个县和1个非县辖城市。

## 行政区划
图宾根行政区下设8个县：
1. 山地-多瑙县（Alb-Donau-Kreis），首府乌尔姆（Ulm）
2. 比伯拉赫县（Biberach），首府比伯拉赫（Biberach）
3. 博登湖县（Bodenseekreis），首府腓特烈港（Friedrichshafen）
4. 拉芬斯堡县（Ravensburg），首府拉芬斯堡（Ravensburg）
5. 罗伊特林根县（Reutlingen），首府罗伊特林根（Reutlingen）
6. 锡格马林根县（Sigmaringen），首府锡格马林根（Sigmaringen）
7. 蒂宾根县（Tübingen），首府蒂宾根（Tübingen）
8. 措伦阿尔布县（Zollernalbkreis），首府巴林根（Balingen）

图宾根行政区下设1个非县辖城市：
1. 乌尔姆市（Ulm）